# 電解水
电解水通常是指含鹽（如氯化鈉）的水经过电解之後所生成的產物。電解過後的水本身是中性，可以加入其他離子，或者可经过半透膜分離而生成两种性質的水。其中一种是碱性離子水，另一种是酸性離子水。以氯化鈉為水中所含電解質的電解水，在電解後會含有氫氧化鈉、次氯酸與次氯酸鈉（如果是純水經過電解，則只會產生氫氧根離子、氫氣、氧氣與氫離子）。
在某些條件下，電解後產生的酸性電解水有殺菌用途。依據電解原理在電極（陽極/正極反應：H2O(l) → 2H+(aq) + 1/2 O2(g) + 2e-，陰極/負極反應：2H2O(l) + 2e- → 2OH-(aq) + H2(g)，全反應：2H2O→2 H2 + O2）生成的氧氣，在較低pH值（例，pH<2.7）情況時，會與氯化合生成次氯酸根或亞氯酸根離子水溶液。
此外，雖然有些廣告宣稱鹼性電解水具有「中和酸性體質」的用途，但是實際上電解產生的鹼性水到達胃部時，會被具有強酸性的胃酸變成酸性。

## 飲用水設備
製備電解水的機構稱之為電解槽，其內部主要構成部品是電極板與離子膜，兩者都是目前許多科技產品應用的技術。一般常見的電解水製造設備，簡稱電解水機或電解離子水生成器（Ionic Water Generator）。
依據公共自來水質溶存主要成份而言，「硫酸鹽」、「碳酸氫鹽」或少量「氯鹽」經實際功率、流量及其它電解條件的配合，可以製備出單獨溶存較高「鈣離子」或「鈉離子」濃度且適合飲用的「鹼性離子水」，此即是訴求飲水的「機能性」的飲水設備。

## 應用發展
在1990年代之前，由於電解槽電解極板的材質等問題，操作使用電解水機電解水仍面臨諸多硬體方面的疑難白金電極板的應用，終於在新近10年間，才造成電解水機製造飲用電解水發展的盛況。
初期，以鹼性水之鈣離子及負電位為主要訴求。由於日本本土自來水質很軟，仍必須添加鈣素（碳酸鈣成份）才能有效促進電解水之製造；但在台灣，除少數地區水質較軟外，多數地區自來水質都是中度硬水或硬水，反而造成電解水機操作使用約半年至一年時間而已，終究因為電解槽內，特別是離子膜表面嚴重卡鈣的問題，以致電解效能急遽下降或失效，電解水的療效，也因之變得無法加以驗證。

## 電解鹼性離子水質分析例

### 氧化還原電位
化學書目有提到，在25℃ 時以氫為基准的標準還原電位（SHE）： {\displaystyle E^{\ominus }}。近年來歐美均採用國際純粹及應用化學聯合會（IUPAC）規定的標準還原電位，而標準氧化電位與標準還原電位的數值相同而正負符號相反。
在25℃ 時以氫為準之標準還原電位E°，如下表所示：
| 電 極                | 半電池之還原電位        | {\displaystyle E^{\ominus }}(V，伏特) |
| -------------------- | ----------------------- | ------------------------------------- |
| K+/ K                | K+ + e- → K             | －2.925                               |
| Na+ / Na             | Na+ + e- → Na           | －2.714                               |
| Mg2+ / Mg            | 1/2 Mg2+ ＋e- → 1/2Mg   | －2.37                                |
| 參考電極 H+；H2 / Pt | H+ + e- → 1/2 H2        | 0.000                                 |
| Cu2+ / Cu            | 1/2 Cu 2+ + e- → 1/2 Cu | ＋0.337                               |
| Cl-；Cl2(g) / Pt     | 1/2 Cl2 + e- → 1/2 Cl-  | ＋1.360                               |

在電解過程中，陽離子向直流電極之（－）極靠近析出，飲用電解還原水之簡單試驗結果，如下：
| 電解電流（A） | 1.5A  | 2.0A  | 2.5A  |
| ------------- | ----- | ----- | ----- |
| ORP（mV）     | －250 | －500 | －750 |

觀察到的現象就是，電解鹼性離子水之所謂負電位，與電解電流值呈現明顯正相關（只是電位值是負數），即電流愈強，負電位值負愈大（最大負值約為－888mV）。這是還原反應陽離子析出的半反應，也是電力能量與化學能/熱能的平衡結果。

### pH值
一般常溫常壓情況下，pH=7的中性水溶液，例如溶存200ppm中性鹽或純水，可表示水中解離的氫離子和氫氧根離子濃度的乘積。
在電解過程中，陽離子向直流電極之負極靠近析出，飲用電解還原水之簡單試驗結果，如下：
| 電解電流（A） | 1.5A | 2.0A | 2.5A |
| ------------- | ---- | ---- | ---- |
| pH            | 8.5  | 9.5  | 10.5 |

電解電流愈強，鹼性愈高，當然是正相關。透過pH定義的了解，電解鹼性離子水之pH值愈高，表示其水溶液之氫氧根離子濃度較氫離子濃度高；意味著陽離子析出濃度也較高。  

### 鹼性資源
在電解過程中，陽離子向直流電極之負極靠近析出，飲用電解還原水之簡單試驗結果，如下：
| 電解電流（A）      | 1.5A   | 2.0A  | 2.5A   |
| ------------------ | ------ | ----- | ------ |
| 陽離子濃度（mg/L） | 10以下 | 15~25 | 30以上 |

## 酸性離子水
对氯化鈉（電解質）水溶液进行电解可以製備pH＜4.0的次氯酸水溶液。在電解過程中，正極生成的氯氣，该气体在較低pH值（＜4.0）時，溶於水產生次氯酸。
依據「化學」學理及實際電解的操作試驗，在「酸性離子水」的pH＜2.7的情況下，「次氯酸根離子」將再度被「正極」析出的「氧氣」所氧化，因此生成更強的「氯的含氧酸」，即「亞氯酸根離子」成份。此時，对酸性離子水进行「ORP」測定時，其「正電位」可達（+1100mV）以上。在日本，這種特殊的電解氧化酸性水稱為「電解強酸性離子水」。

## 傳統電解水製備氫氣與氧氣
添加電解質導通電流，將水分子電解解離。直流電極之負極，析出氫氣；正極則析出氧氣。可以利用排水集氣法收集氫氣與氧氣，其體積比為2：1。上述電解質可以是強酸強鹼化合之離子化合物，如氯化鈉，但是為了避免陽極生成氯氣，應以氫氧化鈉做為電解質為宜。
氫氣不但被認作燃料，還被擬想為電的直接取代品，它可以天然氣的狀態經地下管道四處輸送。不同於電的是它可以儲存（通常在低溫下以液態），氣體可以不斷地供應，當能量的需要量高，尚可預先儲備。氫將以燃燒的方式產生熱能，或用於燃料電池產生電能。